# Papuaia asternata
Papuaia asternata är en tvåvingeart som beskrevs av John Richard Vockeroth 1972. Papuaia asternata ingår i släktet Papuaia och familjen husflugor. Inga underarter finns listade i Catalogue of Life.